# 陆启洲
陆启洲（1951年—），汉族，江蘇人，中华人民共和国政治人物、第十一、第十二届全国政协委员。

## 生平
加入中国共产党，担任中国电力投资集团公司党组书记、总经理。2008年，当选第十一届全国政协委员，代表经济界，分入第三十四组。并担任人口资源环境委员会专委。